# Partido di General Las Heras
Il partido di General Las Heras è un dipartimento (partido) dell'Argentina facente parte della Provincia di Buenos Aires. Il capoluogo è General Las Heras. 

## Toponimia
Il partito, così come il capoluogo, sono intitolati a Juan Gregorio de Las Heras, eroe della guerra d'indipendenza argentina e governatore della provincia di Buenos Aires.